# Andachtsbilder

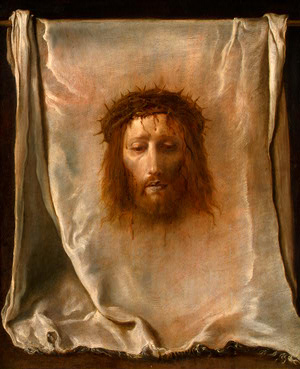
Velo de la Verónica del pintor barroco italiano Domenico Fetti

Andachtsbilder (en singular Andachtsbild, en alemán para imagen devocional) es un término alemán utilizado a menudo en inglés en historia del arte para imágenes devocionales cristianas diseñadas como ayudas para la oración o la contemplación.  Las imágenes "generalmente muestran figuras sagradas extraídas de un contexto narrativo para formar una viñeta muy centrada, y a menudo muy emocionalmente poderosa".
El término se utiliza especialmente en el arte gótico septentrional en torno a los siglos XIV y XV, cuando nuevos temas como la Piedad, Cristo pensativo, Varón de dolores, Arma Christi, Velo de la Verónica, la cabeza cortada de Juan el Bautista y la Virgen de los Dolores se hicieron extremadamente populares..

## Temas y géneros
.

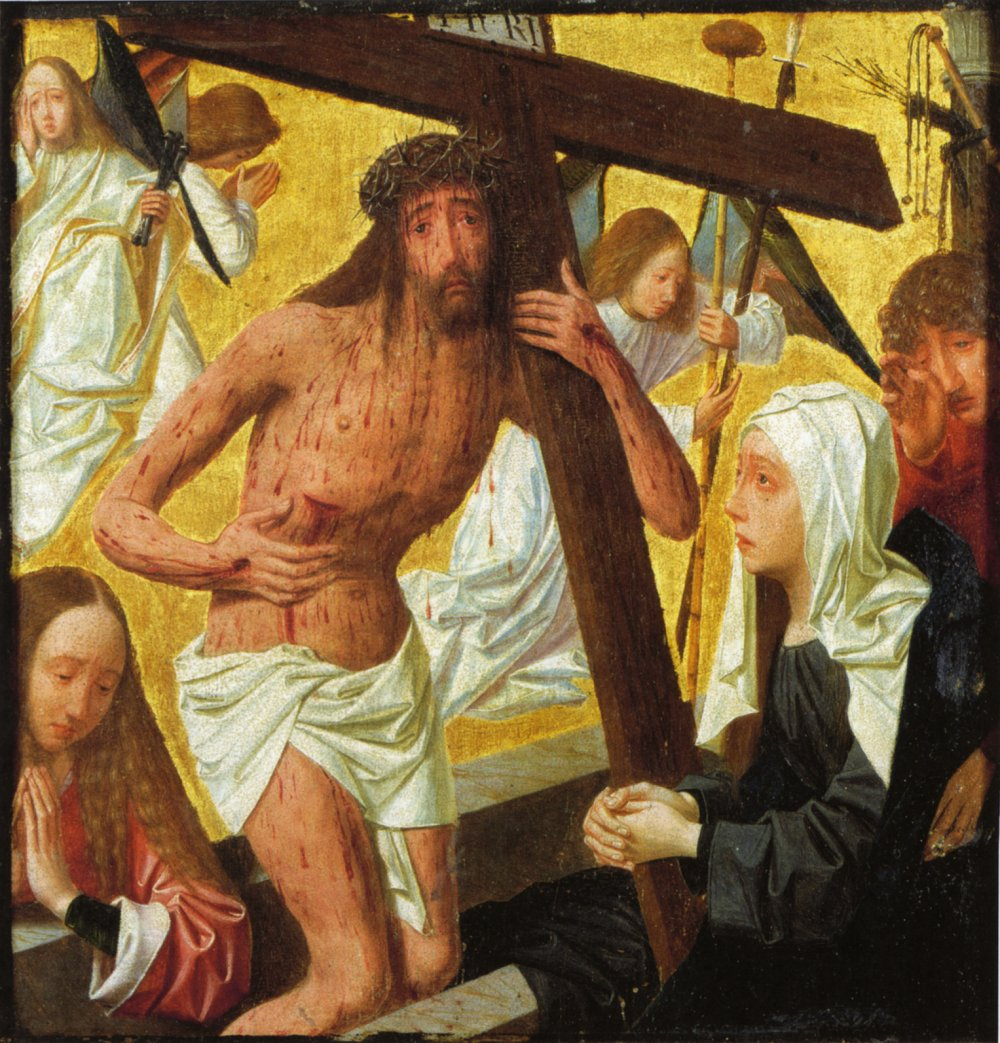
Varón de dolores, Geertgen tot Sint Jans, holandés, 1486, 25 x 24 cm, Museum Catharijneconvent, Utrecht.

También se trataron de la misma manera temas tradicionales de la narración de la Pasión de Cristo como el Ecce Homo y la Crucifixión de Jesús. Aunque el Crucifijo se había tratado como una imagen intensa y aislada durante siglos, al menos desde la Cruz de Gero del siglo X en Colonia, muchas imágenes mostraron un nuevo énfasis en la representación gráfica de la sangre, las heridas y las poses contorsionadas.  Este proceso comenzó hacia 1300, por lo que la influencia parece ir desde la Crucifixión a otros temas.
El Ecce Homo tradicional es una escena muy concurrida, en la que la figura de Cristo es a menudo menos prominente que las de sus captores, pero en las versiones andachtsbilder las otras figuras y el complejo fondo arquitectónico han desaparecido, dejando sólo a Cristo, con un fondo liso en la mayoría de las versiones pintadas (véase el ejemplo de Antonello da Messina en la galería de abajo). 
Las Andachtsbilder hacen especial hincapié en el dolor y el sufrimiento de Cristo y de las figuras cercanas a él. Su uso fue fomentado por movimientos como los franciscanos, la Devotio Moderna y el misticismo alemán en la Europa altomedieval, que promovían la meditación afectiva sobre los sufrimientos de Cristo mediante una intensa visualización mental ("imitación") de los mismos y de sus efectos físicos.  Los ejemplos más extremos, incluso horripilantes, procedían a menudo del extremo oriental del Sacro Imperio Romano y más allá, en Polonia, Lituania y los estados bálticos, donde grandes gobbets tallados de sangre congelada pueden cubrir el cuerpo. Pero el estilo se extendió por toda Europa, incluida Italia, aunque allí se evitaron los extremos del emocionalismo hasta el barroco.

## Ámbito

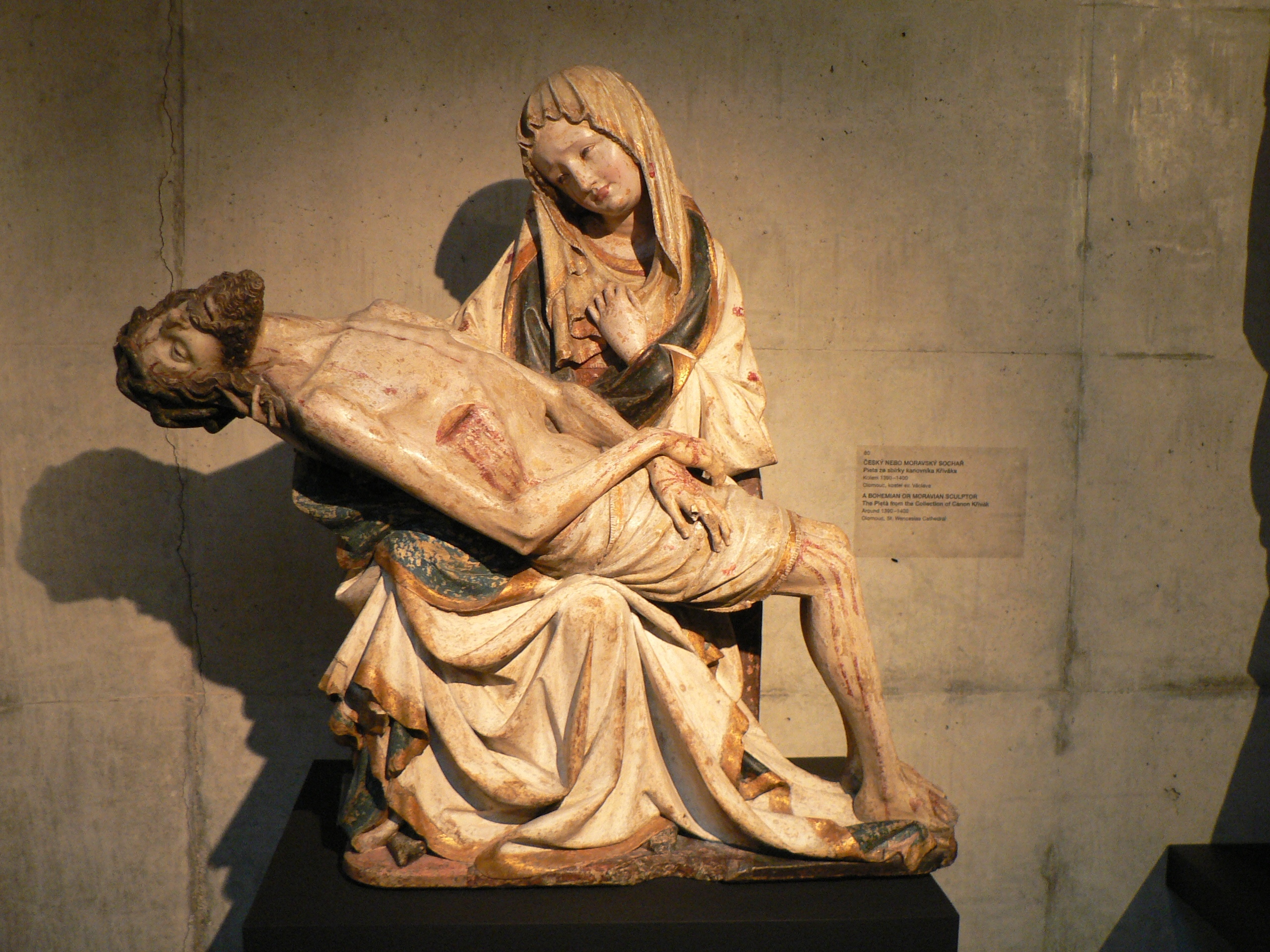
Temprana Piedad Bohemia de 1390-1400

### Esculturas
El término se utilizó por primera vez para designar un grupo de temas principalmente escultóricos, como la Piedad y el Cristo a la defensiva, que se cree que surgieron en conventos del suroeste de Alemania en el siglo XIV, aunque actualmente se cree que su historia es más complicada.
En las iglesias, estas imágenes suelen ocupar una capilla lateral, y a veces ocupan lugares especiales en los rituales de Semana Santa. Por ejemplo, Hostias consagradas podía guardarse en la cavidad de la herida de lanza en una Piedad esculpida entre el Viernes Santo y el Domingo de Resurrección.

### Pinturas, tallas y grabados
El término se utiliza a menudo para designar pequeñas obras destinadas a la contemplación personal en el hogar. En el siglo XV, la emergente clase media urbana del norte de Europa podía permitirse cada vez más pequeñas pinturas o tallas. Las representaciones solían ser muy "cercanas", con una figura de medio cuerpo que ocupaba casi todo el espacio del cuadro. Los temas de los Andachtsbilder también eran muy comunes en los prints. Sin embargo, el término también abarca obras de mayor tamaño para iglesias o exposiciones al aire libre.
A mediados del siglo XV, los andachtsbilder estaban influyendo en las grandes obras monumentales, un proceso que James Snyder analiza en relación con obras importantes como Deposición de Prado] de Rogier van der Weyden,  el Retablo de Isenheim de Matthias Grünewald, y el tallado Retablo de la Santa Sangre de Tilman Riemenschneider en Rothenburg ob der Tauber. La Misa de San Gregorio, que incluía una visión del Varón de Dolores, era una composición utilizada a menudo en retablos que tomaba un tema común de andachtsbilder y lo ampliaba hasta convertirlo en un tema adecuado para obras más monumentales.
El historiador del arte Jeffrey F. Hamburger observó que el término "ha perdido cualquier precisión de la que pudiera presumir, habiéndose aplicado prácticamente a cualquier objeto que pudiera haber sido utilizado para estimular la experiencia devocional". Aunque las obras de la tradición andachtsbilder siguieron siendo muy populares en el arte católico durante siglos, por ejemplo en la España barroca e Italia, es menos probable que el término se aplique a imágenes muy posteriores. El término inglés "devotional image" o "picture" etc. puede aplicarse a una amplia gama de imágenes, en todos los medios, incluidas las modernas reproducciones impresas comercialmente o estampas, especialmente aquellas que presentan una imagen tipo retrato en lugar de una escena narrativa.

## Galería

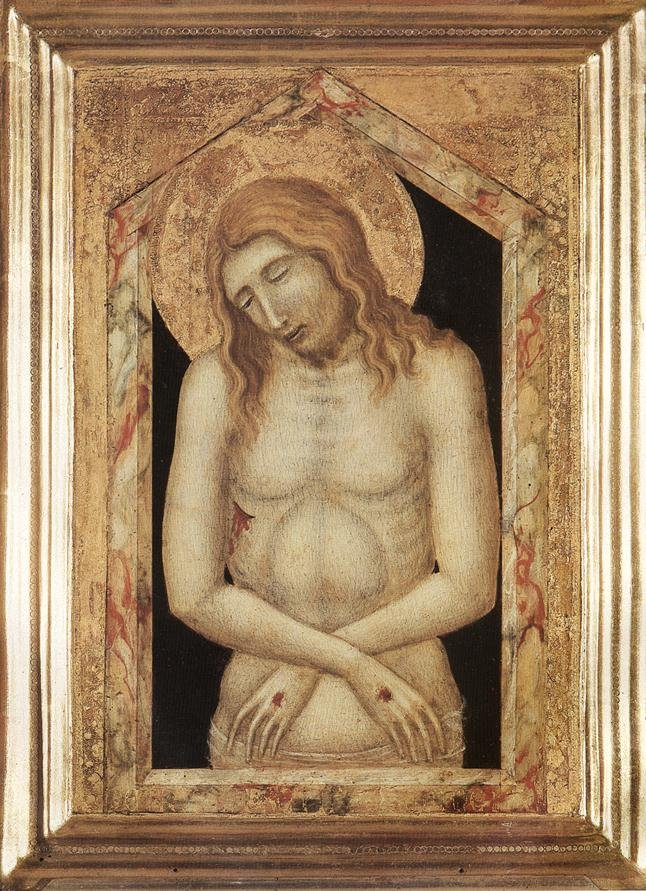
Un temprano Varón de dolores del artista italiano Pietro Lorenzetti, c. 1330
Cristo llevando la Cruz, con un retrato de donante de un fraile dominico, Barna da Siena, 1330-1350
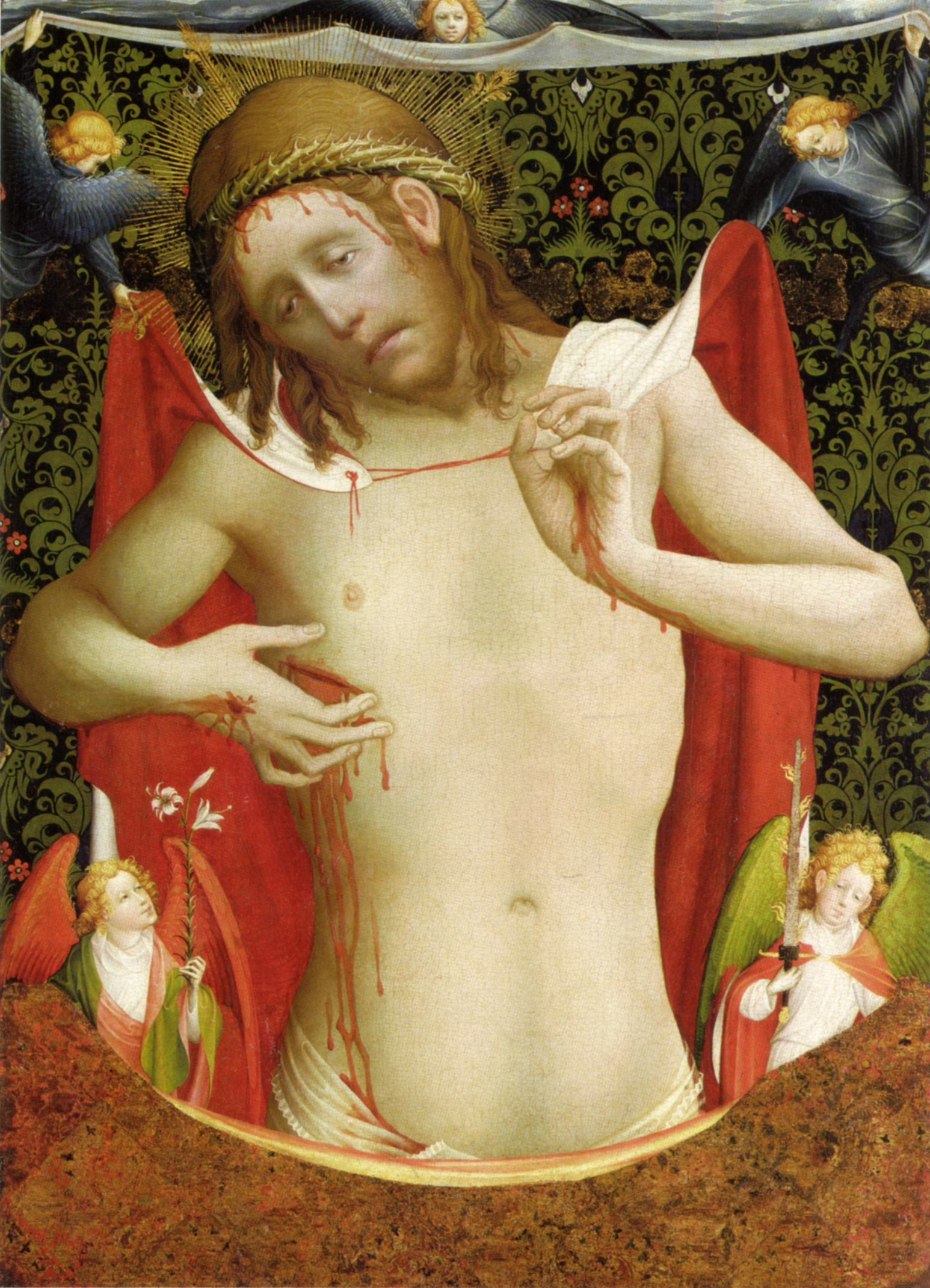
Varón de dolores del artista del norte de Alemania Meister Francke, c. 1435.(Snyder, 1985, p. 86)
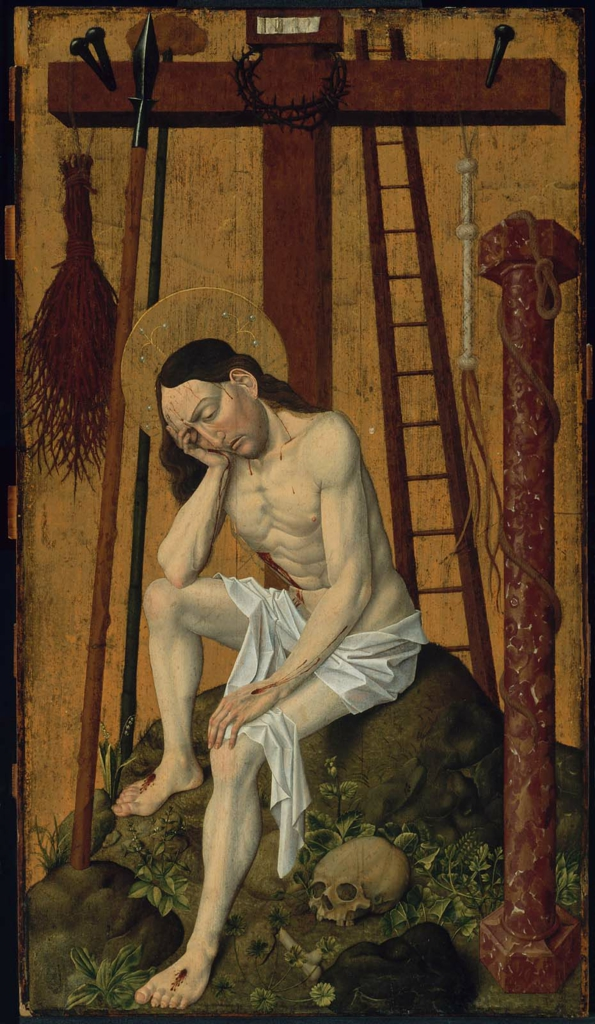
Cristo pensativo con el Arma Christi, alemán, 1450-60
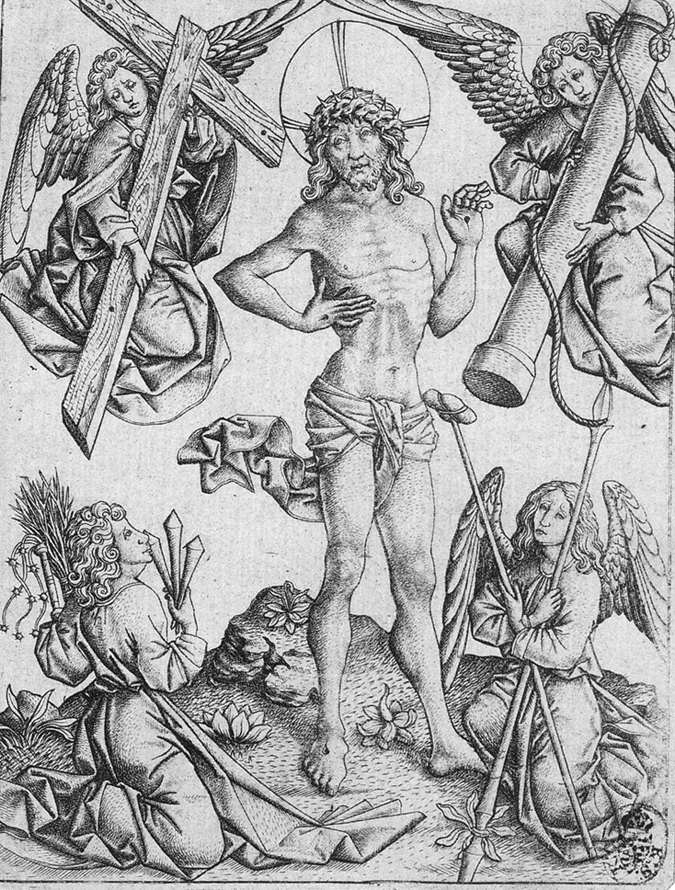
Grabado de c. 1460 del Maestro E. S. del Varón de Dolores con el Arma Christi
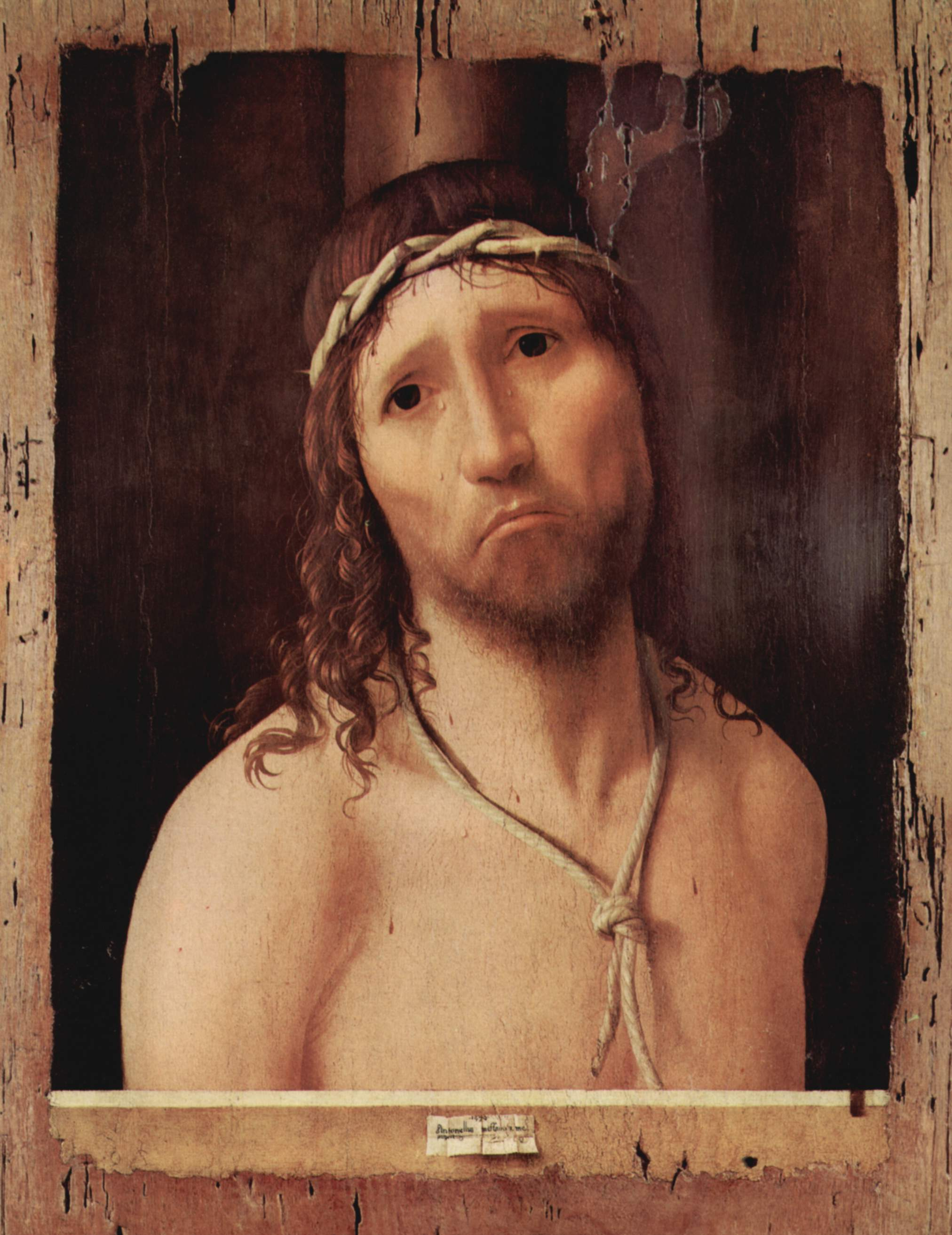
Una de las varias versiones del Ecce Homo de Antonello da Messina, influido por la pintura neerlandesa, c. 1473
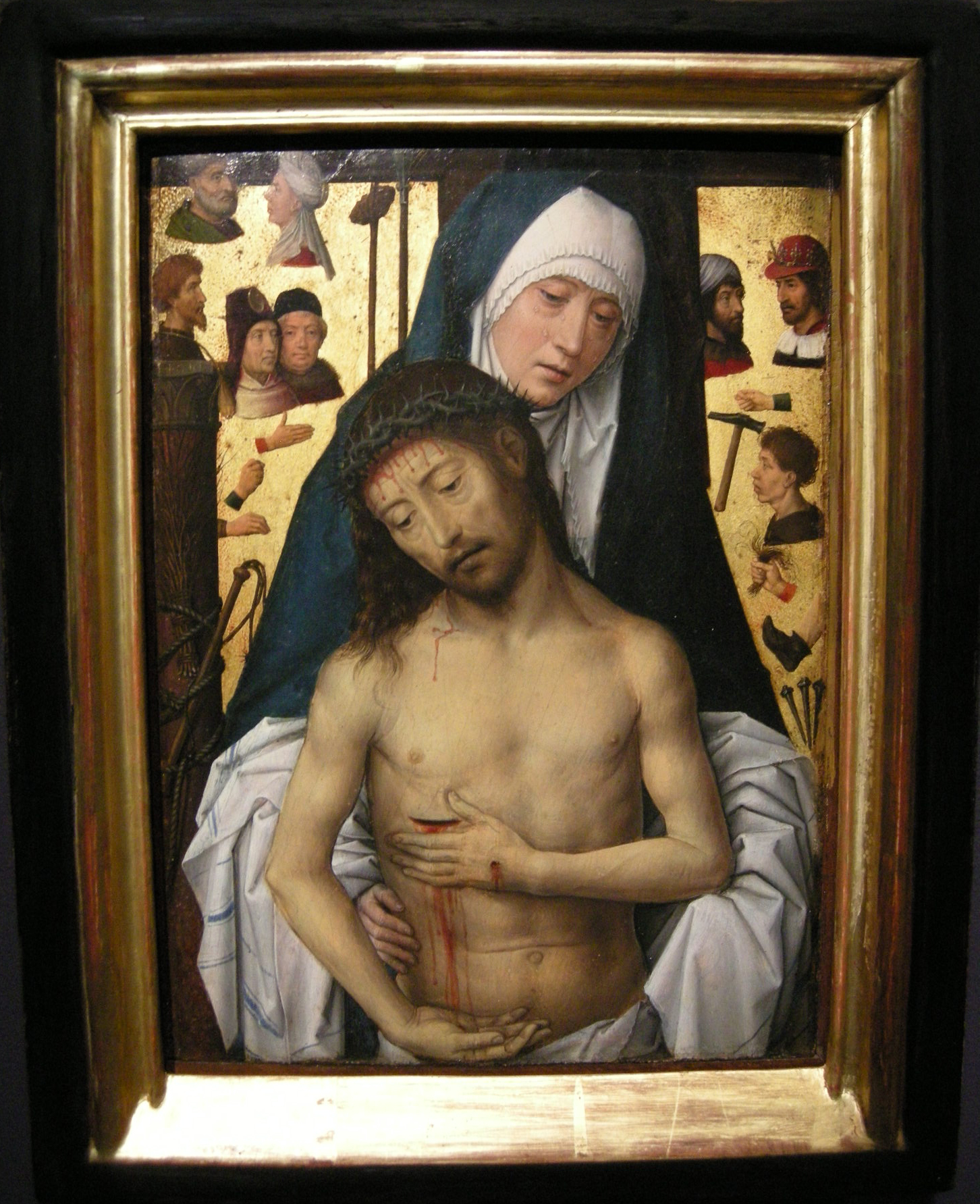
Hans Memling, 1475-79. A veces los Instrumentos de la Pasión se amplían, como aquí, para incluir cabezas y manos sin cuerpo de los perseguidores.
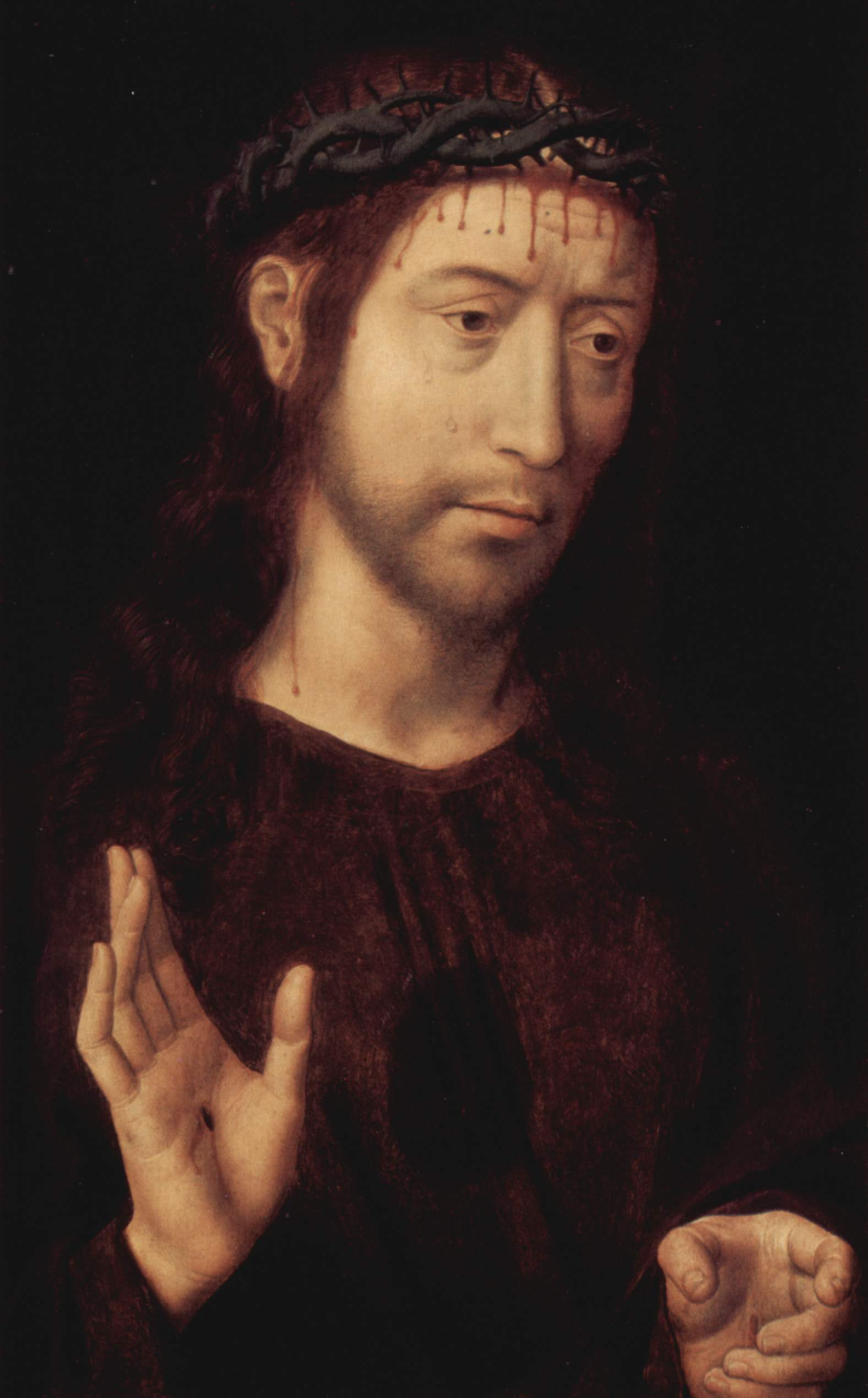
Memling, 1470, muestra un estilo flamenco típicamente más suave y menos emotivo.
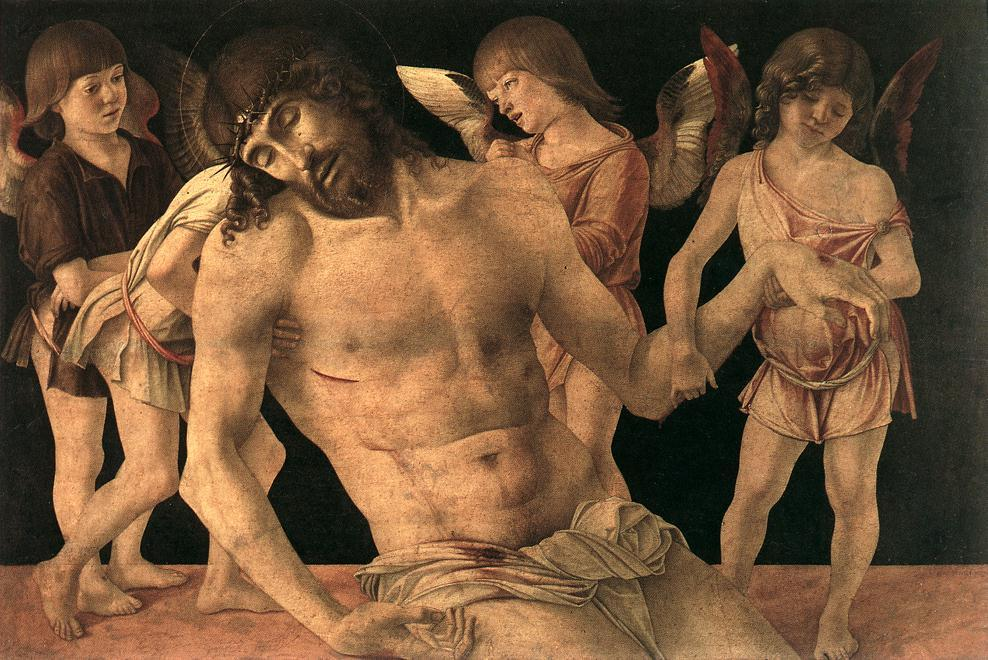
El veneciano Giovanni Bellini pintó varios temas de andachtsbilder, normalmente, como en este caso, alejándose un poco en comparación con los tratamientos de primer plano norteños.
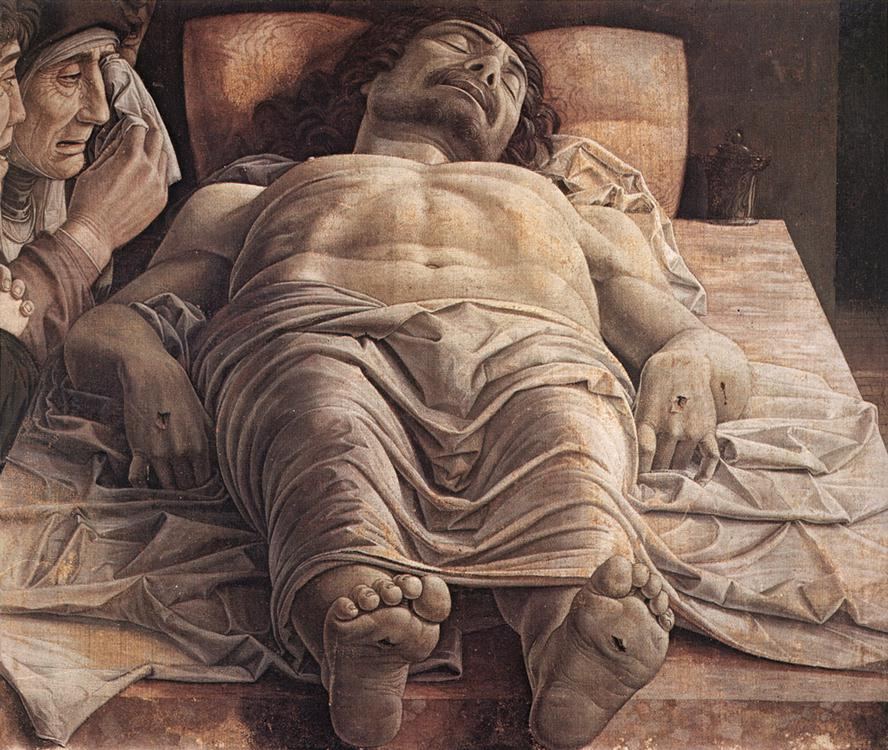
Originalísima composición de Andrea Mantegna de la colocación de Cristo muerto, hacia 1490.
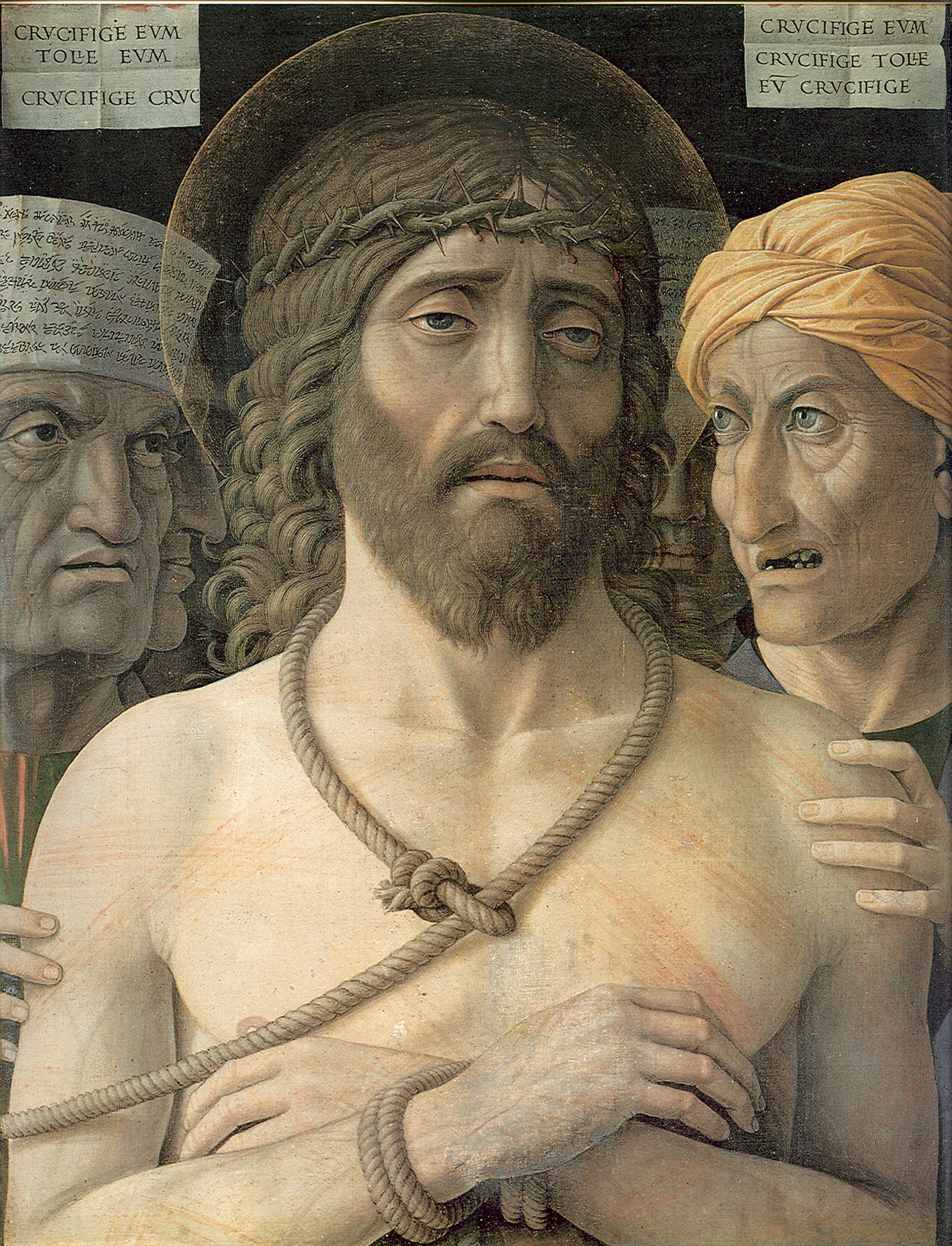
Ecce Homo, de Andrea Mantegna, hacia 1500, evita el emocionalismo nórdico, pero conserva la composición de "primer plano".
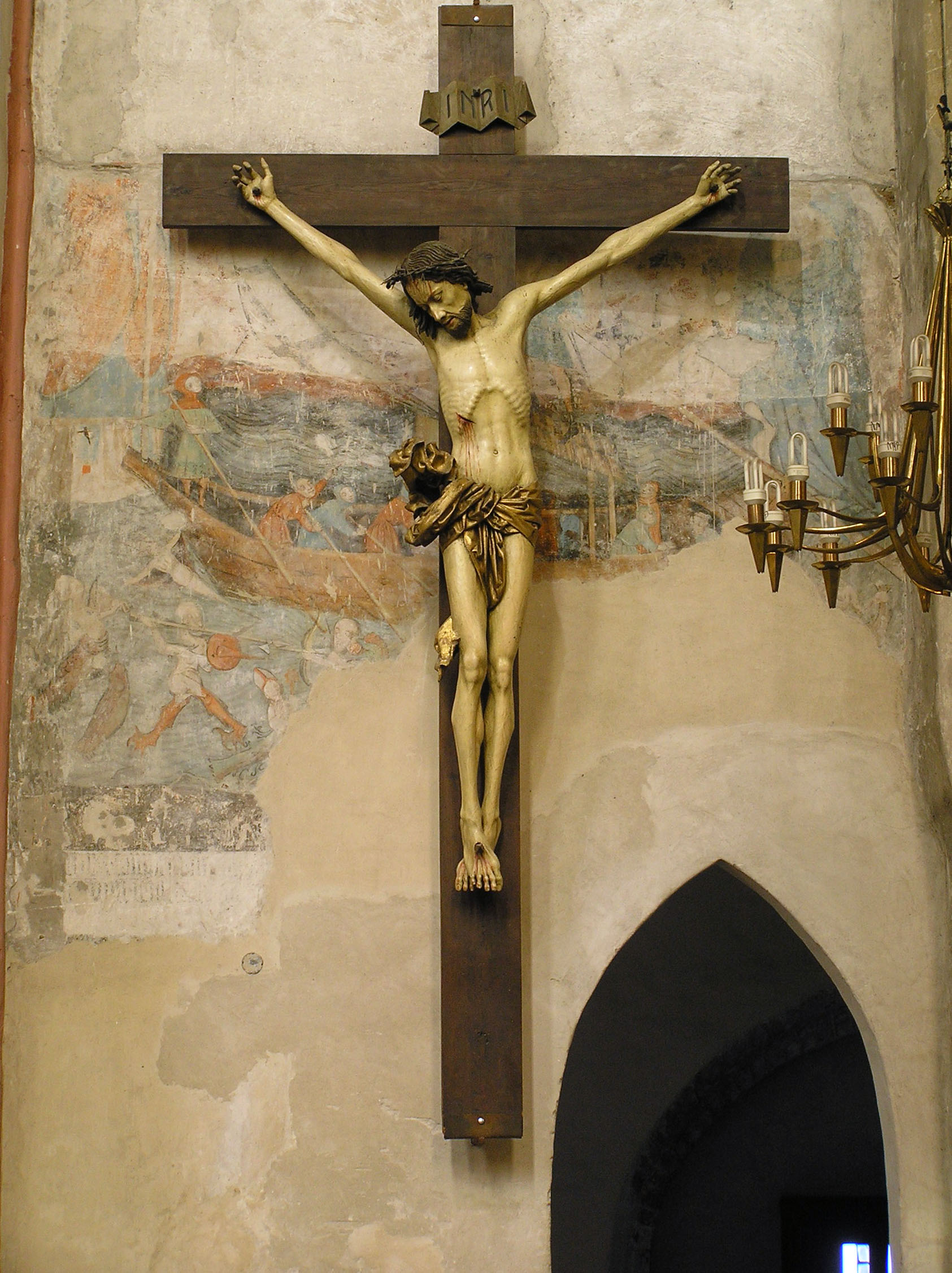
Crucifijo polaco de hacia 1500, de estilo andachtsbilder